# Tqibuli (distrikt)
Tqibuli (georgiska: ტყიბულის მუნიციპალიტეტი, Tqibulis munitsipaliteti) är ett distrikt i Georgien. Det ligger i regionen Imeretien, i den centrala delen av landet. Antalet invånare var 20 839 år 2014. Arean är 478,2 kvadratkilometer.